# 적 (접미사)
적(的)은 한국어, 중국어, 일본어에서 쓰이는 접미사(또는 조사)이다.

## 글자의 뜻
的은 형성문자로서 뜻을 나타내는 白과 음을 나타내는 勺이 더해져 만들어졌다. 여러 가지 뜻을 가진 다의어이나, 대표적인 뜻은 명사로는 과녁이며, 형용사로는 "정확하다","분명하다"이다. 용언 용법으로 쓰이는 것에
적확(的確),적중(的中)등의 한자어가 있다.

## 중국어 용법(조사)의 的
현대 중국어에서 쓰이는 的은 한국어 조사 ~의에 가깝다. 그러나, 세부적으로는 한국어 ~의와 쓰임새가 다르기 때문에 기계적으로 옮겼을 때, 같은 의미라는 보장은 없다. 고전 중국어에는 없고, 통속 중국어인 백화문에서 발생한 것으로 한국,일본에서는 이 용법에 따라 쓰는 단어나 어구는 거의 없다. 같은 의미로 底란 글자도 통용되었는데, 20세기 들어 的쪽이 압도적으로 우세해졌다. 단, 북경어를 중심으로한 보통화에 한정되며, 방언에서는 다른 표현을 쓰기도 한다.

## 번역어(접미사) 용법의 的
메이지 시대 일본에서 서양 서적을 번역하면서 영어나 독일어의 형용사 어미 -ic -ik등을 的(일본어 발음은 teki)로 옮기기 시작했다. 기존 일본어구조로는 명사와 명사를 접미사의 도움없이 잇는 것이 매우 곤란했기 때문이다. 처음에는 Romantic을 낭만적(浪漫的)이라하듯, Roman-tic의 꼴로 쪼개서 -tic에 的을 할당했는데, 나중에는
-ic -ik꼴로 끝나는 형용사형들도 커버할 수 있게 되었다. 처음에는 음역어로 인식되었으나, 번역서에 반복해서 계속 쓰이게 되자, 원래 의미와 관계없이 접미사로서 힘을 갖게 되면서 독자적 용법이 생기기 시작했고, 일본어 번역서를 수입해간 중국어에도 접미사 용법이 들어왔다.

## 한국어의 的
적(的)은 ‘그 성격을 띠는’, ‘그에 관계된’, ‘그 상태로 된’ 의 뜻을 더하는 접미사이다.